# Mary Wesley
Pour les articles homonymes, voir Wesley.
Mary Wesley, CBE, nom de plume de Mary Aline Mynors Farmar, née le 24 juin 1912 à Englefield Green, dans le Surrey, et morte le 30 décembre 2002 à Totnes, dans le Devon, est une romancière anglaise, spécialisée dans le roman historique qui met en scène des conflits familiaux et dans la littérature d'enfance et de jeunesse.

## Biographie
Née en 1912, fille du colonel Harold Mynors Farmer, elle est élevée dans la somptueuse propriété familiale. Enfant difficile, elle aura seize gouvernantes successives et entretiendra une longue relation conflictuelle avec ses parents, et tout particulièrement avec sa mère.
Elle travaille au Ministère de la Guerre pendant la Seconde Guerre mondiale, et se marie à plusieurs reprises Adoptant le pseudonyme de Mary Wesley, inspiré par le nom de sa grand-mère (Wellesley), elle amorce sa carrière en littérature assez tardivement, dans les années 1960 avec deux romans de littérature d'enfance et de jeunesse. Elle cesse de publier pendant plus de dix ans, puis donne un dernier titre pour la jeunesse avant de devenir romancière de sagas familiales à partir de 1983.
Ce sont les souvenirs de la situation familiale tendue de sa jeunesse qui sont évoqués dans son roman le plus connu, La Pelouse de camomille (The Camomile Lawn, 1984), dont l'action se déroule pendant la Deuxième Guerre mondiale, et à la publication duquel l'un de ses frères s'est en vain opposé. Par ailleurs, c'est la vie de ses grands-parents maternels qui sert de base au roman historique Sucré, salé, poivré (Harnessing Peacocks, 1985). Ces deux romans, ainsi deux autres, ont fait l'objet d'adaptations par la télévision britannique. Elle dissèque avec ironie l'Angleterre bien pensante, et plonge également dans les tourments émotionnels et sexuels.
Mary Wesley, décorée de l'Ordre de l'Empire britannique en 1995, meurt d'une infection sanguine liée à la goutte en décembre 2002,, un an après la parution de son autobiographie Part of the Scenery (2001).

## Œuvre

### Roman
- Jumping the Queue (1983) Publié en français sous le titre Souffler n'est pas jouer, traduit par Michèle Albaret, Paris, Éditions Flammarion, 1994, 240 p.  (ISBN 2-08-066606-1) ; réédition sous le titre La Resquilleuse, Paris, Éditions Héloïse d’Ormesson, 2011, 285 p.  (ISBN 978-2-35087-169-1) ; réédition sous le titre La Resquilleuse, Paris, J’ai lu no 10385, 2013 (ISBN 978-2-290-04152-9)
- The Camomile Lawn (1984) Publié en français sous le titre La Pelouse de camomille, traduit par Arlette Stroumza, Paris, Éditions Flammarion, 1991, 285 p.  (ISBN 2-08-066340-2) ; réédition, Paris, J’ai lu no 3233, 1992 (ISBN 2-277-23233-5)
- Harnessing Peacocks (1985) Publié en français sous le titre Sucré, salé, poivré, traduit par Michèle Albaret, Paris, Éditions Flammarion, 1993, 305 p.  (ISBN 2-08-066604-5) ; réédition, Paris, Éditions Héloïse d’Ormesson, 2015[3]
- The Vacillations of Poppy Carew (1986)
- Not That Sort of Girl (1987) Publié en français sous le titre Rose, sainte-nitouche, traduit par Michèle Albaret, Paris, Éditions Flammarion, 1990, 321 p.  (ISBN 2-08-066341-0) ; réédition sous le titre Sans avoir l'air d’y toucher, Paris, J’ai lu no 3026, 1991 ; réédition sous le titre Rose, sainte-nitouche, Paris, Éditions Héloïse d’Ormesson, 2009 (ISBN 978-2-35087-111-0) ; réédition sous le titre Rose, sainte-nitouche, Paris, J’ai lu no 9271, 2010 (ISBN 978-2-290-02176-7)
- Second Fiddle (1988) Publié en français sous le titre La Mansarde de Mrs K., traduit par Sylviane Lamoine, Paris, Éditions Flammarion, 2001, 287 p.  (ISBN 2-08-068136-2)
- A Sensible Life (1990) Publié en français sous le titre Les Raisons du cœur, traduit par Michèle Albaret, Paris, Éditions Flammarion, 1992, 385 p.  (ISBN 2-08-066605-3)[4] ; réédition, Paris, J’ai lu no 4335, 1996 ; réédition, Paris, Éditions Héloïse d’Ormesson, 2010, 525 p.  (ISBN 978-2-35087-142-4)
- A Dubious Legacy (1992) Publié en français sous le titre Un héritage encombrant, traduit par Sylviane Lamoine, Paris, Éditions Flammarion, 1999, 359 p.  (ISBN 2-08-066828-5)
- An Imaginative Experience (1994) Publié en français sous le titre Une expérience enrichissante, traduit par Michèle Albaret-Maatsch, Paris, Éditions Flammarion, 1997, 331 p.  (ISBN 2-08-066606-1)
- Part of the Furniture (1997) Publié en français sous le titre Une fille formidable, traduit par Sylviane Lamoine, Paris, Éditions Flammarion, 2000, 355 p.  (ISBN 2-08-067470-6)

### Romans de littérature d'enfance et de jeunesse
- Speaking Terms (1969)
- The Sixth Seal (1969)
- Haphazard House (1983)

### Autobiographie
- Part of the Scenery (2001)

### Biographie
- Darling Pol (2017) Correspondance entre Mary Wesley et Eric Siepmann 1944-1967

## Adaptations

### À la télévision
- 1989 : Jumping the Queue, mini-série britannique réalisée par Claude Whatham, adaptation du roman éponyme, avec Sheila Hancock et David Threlfall
- 1992 : The Camomile Lawn, mini-série britannico-australienne en quatre épisodes réalisée par Peter Hall, adaptation du roman éponyme, avec Felicity Kendal, Claire Bloom et Jennifer Ehle
- 1993 : Harnessing Peacocks, téléfilm britannique réalisé par James Cellan Jones, adaptation du roman éponyme, avec Serena Scott Thomas, Peter Davison et John Mills
- 1995 : The Vacillations of Poppy Carew, téléfilm britannique réalisé par James Cellan Jones, adaptation du roman éponyme, avec Tara Fitzgerald et Owen Teale